# Edmond Alexandre Roethinger
Edmond Alexandre Roethinger (1866-1953), est un des plus célèbres facteurs d'orgues français de la première moitié du XXe siècle et fondateur d'une manufacture d'orgues en 1893. Son fils, Max Joseph Alexandre Roethinger, lui succéda à la tête de l'entreprise.

## Un parcours initiatique d'importance
Edmond Alexandre Roethinger, issu d'une dynastie de facteurs d'orgue, est né le 14 avril 1866 à Strasbourg (Bas-Rhin).

### L'apprentissage
Dès son jeune âge, il montra une forte aptitude pour les arts graphiques. Il a commencé une formation de verrier, puis d'imprimeur chez Steinbrecht. Mais rapidement, il trouva sa voie dans la facture d'orgues. À 15 ans, il entra comme apprenti chez Heinrich Koulen, où son père Sigismond était compagnon. Après 5 ans de formation initiale (1881-1886), il fit son service militaire dans l'artillerie (jusqu'au 23 septembre 1888).

### Le perfectionnement
Après le service militaire, il retourna alors chez Heinrich Koulen pour commencer à approfondir ses techniques, et prépara un "tour d'Europe" de facture d'orgues. Il partit travailler à Munich, chez Franz Borgias Maerz (1889-1891), et, pendant ses "vacances", il allait visiter des ateliers de facteurs prestigieux. il commença par la Bavière : Koppenberger à Freising, Riederer à Landshut, Hechenberger à Passau, Mühlbauer à Augsbourg, Schlimbach à Wurzburg, Hackl à Rosenheim, Steinmeyer à Oettingen. Mais cela ne suffit pas à ce boulimique d'informations sur la facture d'orgue. Il continua par l'Autriche : Lieber à Linz, Rieger à Vienne-Jägerndorf, Mauracher à Saltzbourg. Puis vint l'Allemagne centrale et du nord : Hildebrand à Leipzig, Dinse à Berlin, Klais à Bonn. Il se rapprocha alors de sa terre natale, en visitant les ateliers du Pays de Bade : bien sûr Walcker à Ludwigsburg, mais aussi Schiessmayer à Stuttgart, Laukhuff à Weickersheim. Ce fut ensuite la Suisse : Goll à Lucerne, Zimmermann à Bâle. Edmond Alexandre Roethinger connaissait déjà l'orgue romantique français : grâce à des liens familiaux. Il séjourna à Paris, où il visita Joseph Merklin (le maître de Koulen) et bien sûr Aristide Cavaillé-Coll. Il entretint aussi de longues relations avec Didier d'Epinal. Durant les années où il travailla pour Maerz, il construisit pour lui 19 orgues, donc celui… de Joseph Rheinberger !

## Une entreprise familiale
Durant la première moitié du XXe siècle, c'est probablement la maison Roethinger qui a été la plus prospère, et la plus en vue des entreprises de facture d'orgues alsaciennes. Son nom est indissociable de l'esthétique dite « néo-classique », qui, sur la base d'instruments post-romantiques, a tenté d'ouvrir le répertoire à la musique écrite avant le XIXe siècle.

### Edmond Alexandre Roethinger
Edmond Alexandre Roethinger a exercé son activité de 1893 à 1945, date à laquelle il laissa les rênes de l'entreprise familiale à son fils. Il exerça essentiellement son art dans l'Est de la France.

### Max Joseph Alexandre Roethinger
Max Joseph Alexandre Roethinger (1897-1981) pris la succession de son père, bientôt aidé par son propre fils.

### André Edmond Roethinger
André Edmond Roethinger (1928-2008), succéda à son père à la tête de l'entreprise et poursuivit l'activité jusqu'à la fermeture définitive de la maison en 1968.

## Une postérité bien établie
L'essentiel des grands noms de la facture alsacienne sont des anciens de chez Roethinger. On pense évidemment aux deux « embauchés de 1921 » : Georges Schwenkedel et Ernest Muhleisen, mais aussi Jean-Georges Koenig et Alfred Kern. Pratiquement toute la facture alsacienne, jusqu'à aujourd'hui, est de près ou de loin apparentée à celle de Roethinger (soit en tant qu'exemple, soit en tant que repoussoir), et l'importance historique de cette maison - outre l'impressionnant parc d'instruments - est et restera fondamentale.
Leur travail comporte plusieurs réalisations remarquables et relevées à l'inventaire du patrimoine français.
L'entreprise familiale était basée tout d'abord à Strasbourg, puis à Schiltigheim (Bas-Rhin). Les ateliers de Strasbourg, puis de Schiltigheim ont produit pas moins de 360 orgues et des centaines d'harmoniums.

## Œuvres principales

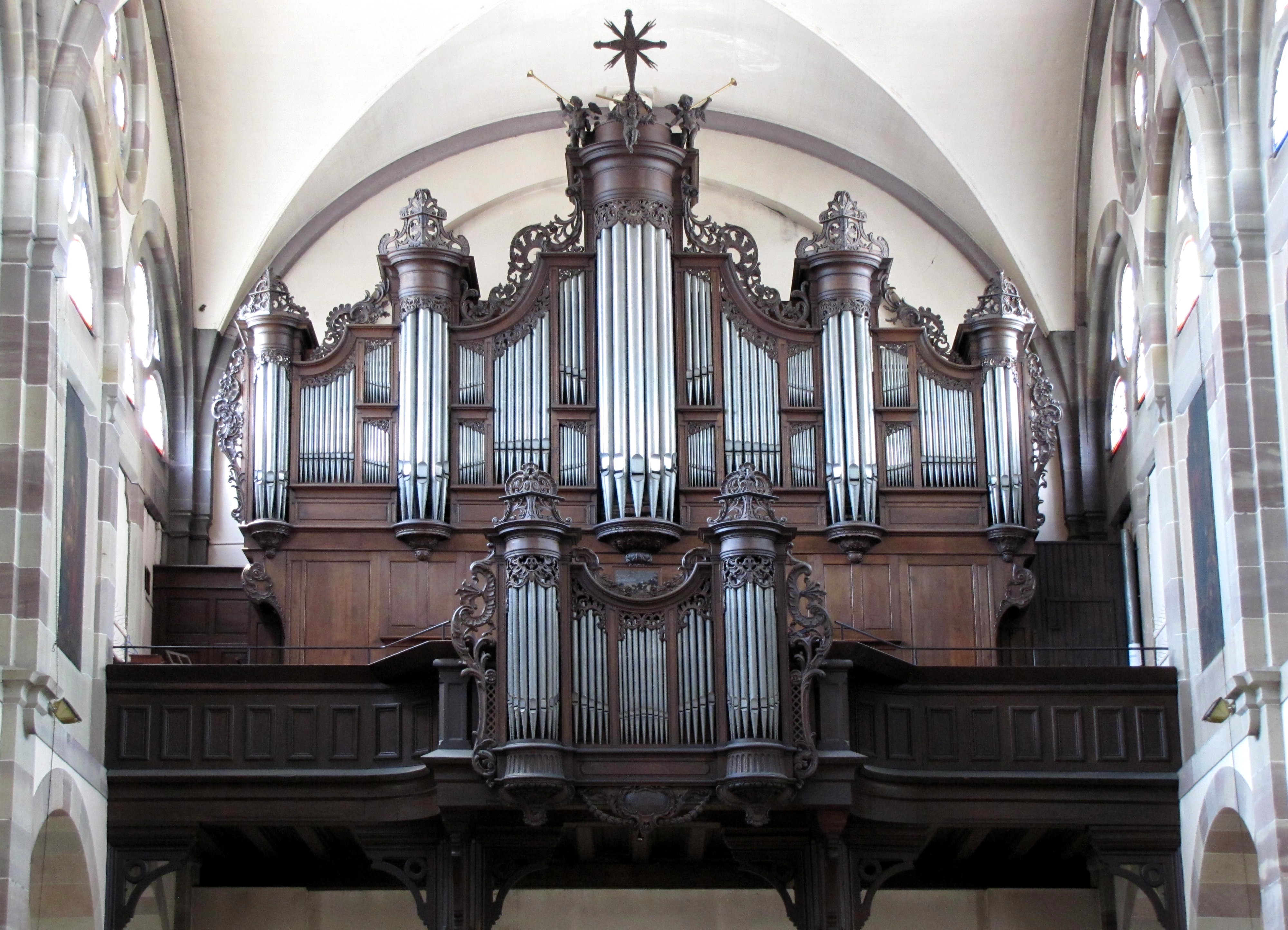
Orgue de l'église Saint-Martin d'Erstein (1914).

- Amiens (Picardie) : Cathédrale Notre-Dame, remontage de l'orgue de tribune (1936) ;
- Arras : cathédrale Notre-Dame-et-Saint-Vaast, orgue de tribune achevé en 1962 par A. Roethinger ;
- Chiry-Ourscamp : Abbaye Notre-Dame d'Ourscamp, orgue de la chapelle (1948) ;
- Erstein : Église Saint-Martin, orgue de tribune (1914) ;
- Raon L'Étape (Vosges) : Église Saint-Luc, orgue de tribune (restauration en 1955) ;
- Gérardmer (Vosges) : Église Saint-Barthélémy, orgue de tribune (1958) ;
- Haguenau : Collège des Missions africaines (1935) ;
- Harol : Église Saint-Epvre (1935) ;
- Laon : Église Saint-Martin de Laon, orgue de tribune ;
- Lorient : Église Notre-Dame-de-Victoire, grand orgue et orgue de chœur[2] (1959) ;
- Nancy (Meurthe-et-Moselle) : Basilique Notre-Dame-de-Lourdes (1948) ;
- Strasbourg (Bas-Rhin) : 
  - Cathédrale Notre-Dame grand orgue de la nef (1935) ;
  - Église Saint-Pierre-le-Vieux.